# Абделькадер Буенья
Абделькадер Буенья (фр. Abdelkader Bouhenia; 7 травня 1986, Каркассонн) — французький боксер, призер чемпіонатів світу та Європи серед аматорів.

## Аматорська кар'єра
Абделькадер Буенья народився в Каркассоні у сім'ї іммігрантів з Північної Африки і займався боксом з юних років.
На чемпіонаті світу 2009 завоював бронзову медаль.
- В 1/32 фіналу переміг Даніяра Устембаєва (Казахстан) — 20-8
- В 1/16 фіналу переміг Даугірдаса Шемьотаса (Литва) — 11-7
- В 1/8 фіналу переміг Сандагсурена Ерденебаяра (Монголія) — 17-5
- У чвертьфіналі переміг Кенні Іган (Ірландія) — 17-9
- У півфіналі програв Елшоду Расулову (Узбекистан) — 4-8

На чемпіонаті Європи 2010 завоював срібну медаль.
- В 1/16 фіналу переміг Владіміра Челеса (Молдова) — 10-1
- В 1/8 фіналу переміг Даугірдаса Шемьотаса (Литва) — 3-2
- У чвертьфіналі переміг Обеда Мбваконго (Англія) — 11-9
- У півфіналі переміг Кенні Іган (Ірландія) — 11-9
- У фіналі програв Артуру Бетербієву (Росія) — RSC 1

На чемпіонаті Європи 2011 програв у другому бою Хрвоє Сеп (Хорватія).
Не зумів кваліфікуватися на Олімпійські ігри 2012.